# Himalaphantes
Himalaphantes Tanasevič, 1992 è un genere di ragni appartenente alla famiglia Linyphiidae.

## Distribuzione
Le quattro specie oggi note di questo genere sono state rinvenute in Asia orientale, Asia meridionale e Russia: la specie dall'areale più vasto è H. azumiensis, reperita in località della Russia, della Cina e del Giappone.

## Tassonomia
Dal 2009 non sono stati esaminati esemplari di questo genere.
A dicembre 2012, si compone di quattro specie:
- Himalaphantes azumiensis (Oi, 1979) — Russia, Cina, Giappone
- Himalaphantes grandiculus (Tanasevič, 1987)[3] — Nepal
- Himalaphantes magnus (Tanasevič, 1987) — Nepal
- Himalaphantes martensi (Thaler, 1987) — Kashmir, Nepal

### Sinonimi
- Himalaphantes denticulatus (Zhu, Li & Sha, 1986); esemplare trasferito dal genere Lepthyphantes Menge, 1866, e posto in sinonimia con H. azumiensis (Oi, 1979), a seguito di uno studio degli aracnologi Li & Tao del 1995[1].